# OR3A4
Olfaktorni receptor 3A4 je protein koji je kod ljudi kodiran OR3A4 genom.
Olfaktorni receptori formiraju interakcije sa molekulima mirisa u nosu, čime se inicira neuronski respons koji izaziva percepciju mirisa. Oni su odgovorni za prepoznavanje i G proteinima posredovanu transdukciju mirisnih signala. Proteini olfaktornih receptora su članovi velike familije G protein spregnutih receptora (GPCR). Poput mnogih receptora za neurotransmitere i hormone, olfaktorni receptori imaju strukturu 7-transmembranskog domena. Oni su kodirani genima sa jednim eksonom. Geni olfaktornih receptora su najveća familija genoma. Nomenklatura gena i proteina olfaktornih receptora je nezavisna od drugih organizama.

## Literatura
- Ben-Arie N; Lancet D; Taylor C;  . (1994). „Olfactory receptor gene cluster on human chromosome 17: possible duplication of an ancestral receptor repertoire”. Hum. Mol. Genet. 3 (2): 229—35. PMID 8004088. doi:10.1093/hmg/3.2.229.
- Glusman G, Clifton S, Roe B, Lancet D (1997). „Sequence analysis in the olfactory receptor gene cluster on human chromosome 17: recombinatorial events affecting receptor diversity”. Genomics. 37 (2): 147—60. PMID 8921386. doi:10.1006/geno.1996.0536.
- Glusman G; Sosinsky A; Ben-Asher E;  . (2000). „Sequence, structure, and evolution of a complete human olfactory receptor gene cluster”. Genomics. 63 (2): 227—45. PMID 10673334. doi:10.1006/geno.1999.6030.
- Fuchs T; Malecova B; Linhart C;  . (2003). „DEFOG: a practical scheme for deciphering families of genes”. Genomics. 80 (3): 295—302. PMID 12213199. doi:10.1006/geno.2002.6830.
- Malnic B, Godfrey PA, Buck LB (2004). „The human olfactory receptor gene family”. Proc. Natl. Acad. Sci. U.S.A. 101 (8): 2584—9. PMC 356993 . PMID 14983052. doi:10.1073/pnas.0307882100.

## Spoljašnje veze
- OR3A4+protein,+human на 